# Halowe Mistrzostwa Europy w Lekkoatletyce 1972 – skok w dal mężczyzn
Skok w dal mężczyzn – jedna z konkurencji technicznych rozgrywanych podczas halowych lekkoatletycznych mistrzostw Europy w hali Palais des Sports w Grenoble. Rozegrano od razu finał 11 marca 1972. Zwyciężył reprezentant Niemieckiej Republiki Demokratycznej Max Klauß. Tytułu zdobytego na poprzednich mistrzostwach nie obronił Hans Baumgartner z Republiki Federalnej Niemiec, który tym razem wywalczył srebrny medal.

## Rezultaty
Rozegrano od razu finał, w którym wzięło udział 13 skoczków.
Opracowano na podstawie materiału źródłowego.
| Poz. | Zawodnik          | Reprezentacja   | Próby | Próby | Próby | Próby | Próby | Próby | Wynik |
| Poz. | Zawodnik          | Reprezentacja   | 1     | 2     | 3     | 4     | 5     | 6     | Wynik |
| ---- | ----------------- | --------------- | ----- | ----- | ----- | ----- | ----- | ----- | ----- |
| 01 ! | Max Klauß         | NRD             | 7,88  | 7,85  | 7,92  | 7,81  | 6,71  | 8,02  | 8,02  |
| 02 ! | Hans Baumgartner  | RFN             | 7,91  | 7,91  | x     | 7,98  | x     | 7,99  | 7,99  |
| 03 ! | Jaroslav Brož     | Czechosłowacja  | 7,82  | 7,87  | 7,88  | 7,86  | x     | 7,81  | 7,88  |
| 4.   | Miljenko Rak      | Jugosławia      | 7,77  | x     | x     | 7,80  | 7,78  | 7,88  | 7,88  |
| 5.   | Tõnu Lepik        | ZSRR            | 7,75  | x     | 7,58  | 6,32  | 7,82  | x     | 7,82  |
| 6.   | Jack Pani         | Francja         | 7,65  | 7,72  | 7,70  | 7,79  | x     | x     | 7,79  |
| 7.   | Klaus Beer        | NRD             | 7,71  | 6,14  | 7,61  | 7,66  | 7,49  | x     | 7,71  |
| 8.   | Lynn Davies       | Wielka Brytania | 7,51  | 7,64  | 7,64  | x     | x     | x     | 7,64  |
| 9.   | Carol Corbu       | Rumunia         | 7,50  | 7,62  | 7,37  |       |       |       | 7,62  |
| 10.  | Valeriu Jurcă     | Rumunia         | 7,61  |       | 7,50  |       |       |       | 7,61  |
| 11.  | Grzegorz Cybulski | Polska          |       | 7,51  | 7,38  |       |       |       | 7,51  |
| 12.  | Jesper Tørring    | Dania           | 7,09  | 6,94  |       |       |       |       | 7,09  |
| –    | Reijo Toivonen    | Finlandia       | x     | x     | x     |       |       |       | NM    |